# Nowosielje (rejon smoleński)
Nowosielje (ros. Новоселье) – wieś (ros. деревня, trb. dieriewnia) w zachodniej Rosji, w osiedlu wiejskim Chochłowskoje rejonu smoleńskiego w obwodzie smoleńskim.

## Geografia
Miejscowość położona jest nad rzeką Wichra, 5 km od drogi federalnej R135 (Smoleńsk – Krasnyj – Gusino), 14 km od drogi federalnej R120 (Orzeł – Briańsk – Smoleńsk – Witebsk), 23 km od drogi magistralnej M1 «Białoruś», 7,5 km od centrum administracyjnego osiedla wiejskiego (Chochłowo), 23,5 km od Smoleńska, 16 km od najbliższego przystanku kolejowego (Katyń).

## Demografia
W 2010 r. miejscowości nikt nie zamieszkiwał.